# El Paso (La Palma)
El Paso, també conegut com a Ciudad de El Paso, és un municipi canari situat a l'illa de La Palma, província de Santa Cruz de Tenerife.
Geogràficament està situat al centre de l'illa de La Palma, abastant cap a l'oest amb la Caldera de Taburiente, part de la Vall d'Aridane, Cim Nova i la Cimera Vella. És en superfície el municipi més gran de l'illa, sent l'únic dels 14 municipis de la Palma que manca de franja costanera. El 2016 tenia 7457 habitants.
El nucli de població va haver de tenir els seus orígens en l'etapa prehispànica de l'illa. Gairebé amb tota seguretat, pels gravats trobats a la zona, va consistir en un primer moment en un assentament temporal de pastors benahoaritas. Durant la colonització i gairebé tota l'Edat Moderna el territori actual del municipi va formar part administrativament de la Vall d'Aridane. En 1837, sota el regnat d'Alfons XII, el municipi va aconseguir el títol de Ciutat, segregant-se de Los Llanos de Aridane.
En el cim del municipi es troba el pi canari més longeu del món, amb una edat estimada en més de 1000 anys.

## Població
| Any  | Població | Densitat  |
| ---- | -------- | --------- |
| 1991 | 7.010    | -         |
| 1996 | 7.006    | -         |
| 2001 | 6.764    | 54.03/km² |
| 2002 | 7.438    | -         |
| 2003 | 7.544    | 55.5/km²  |
| 2004 | 7.218    | 53.61/km² |
| 2005 | 7.404    | 54,47/km² |

## Paratges naturals i economia
En aquest terme municipal es troba el Parc Nacional de la Caldera de Taburiente, així com el Parc Natural de Cumbre Vieja. Altres paratges naturals d'interès són la Cumbrecita, el Pico Bejenao, el Pla la Negra, el Pico Virigoyo o Verigoyo, la Cumbre Nueva, el Volcà de Tacande o el Volcà de San Juan. Una extensió important del municipi està formada per boscos de pi canari. En l'agricultura destaca la vinya (vinya), l'ametller i alguns fruiters. Fins fa unes dècades va haver també una important activitat ramadera (caprina i bovina), però avui aquesta pràctica està en desús. Referent a l'economia cap ressenyar el dur cop suposat, no sol per a aquest municipi, amb el tancament de la fàbrica de tabacs que donava ocupació a uns 250 treballadors. La fàbrica va tenir el seu començament el 1923 per creació de la família Capote i anys més tard va passar a la multinacional RJR, que va vendre a la JTI que fou que va tancar les instal·lacions l'any 2000.